# Persone di nome Giovanni/Religiosi
| Questa pagina contiene informazioni ricavate automaticamente dalle voci biografiche con l'ausilio del template Bio e di un bot. L'aggiornamento è periodico e automatico e ricostruisce completamente la pagina. Se manca una persona in questa lista, sei pregato di non aggiungerla, ma accertati piuttosto che la sua voce biografica contenga il template Bio e che i dati anagrafici siano correttamente compilati. Se il template Bio manca, inseriscilo tu stesso o, in alternativa, metti l'avviso {{tmp\|Bio}} che ne segnala la mancanza. Se i dati riportati sono sbagliati, correggi direttamente la voce biografica; le modifiche saranno visibili in questa lista entro pochi giorni. Per chiarimenti vedi il progetto antroponimi. La lista contiene solo le 78 persone che sono citate nell'enciclopedia e per le quali è stato implementato correttamente il template Bio. Pagina aggiornata al 22 lug 2025. |

Questa è una lista di persone presenti nell'enciclopedia che hanno il nome Giovanni e sono religiosi.

## A(3)
- Giovanni Agostino Adorno, religioso italiano (Genova, n. 1551 - Napoli, † 1591)
- Giovanni Battista Aguggiari, religioso italiano (Monza - † 1631)
- Giovanni Maria Allodi, religioso, teologo e storiografo italiano (Parma, n. 1802 - Parma, † 1884)

## B(5)
- Giovanni Francesco Bafico, religioso e poeta italiano (Chiavari, n. 1622 - Genova, † 1694)
- Giovanni Baixeras Berenguer, religioso spagnolo (Castellterçol, n. 1913 - Barbastro, † 1936)
- Giovanni II dei Bonacolsi, religioso italiano (Mantova, n. 1300 - Castel d'Ario)
- Giovanni Bono, religioso italiano (Mantova, n. 1168 - Mantova, † 1249)
- Giovanni Moglio, religioso, insegnante e predicatore italiano (Montalcino - Roma, † 1553)

## C(11)
- Giovanni Caccia, religioso italiano (Novara - Bergamo, † 1466)
- Giovanni Paolo Caprini, religioso italiano (L'Aquila, † 1681)
- Giovanni Cassiano, religioso (Marsiglia, † 435)
- Giovanni Maria Catena, religioso e direttore di coro italiano (Napoli, n. 1919 - Roma, † 1992)
- Giovanni Battista Cattaneo, religioso e astronomo italiano (Genova, † 1504)
- Giovanni Maria Cavalleri, religioso, fisico e astronomo italiano (San Michele dei Morti, n. 1807 - Monza, † 1874)
- Giovanni Cini, religioso italiano (Pisa, n. 1270 - Pisa, † 1335)
- Giovanni Battista Ciughi, religioso e storico italiano (Prato, n. 1737 - Prato, † 1806)
- Giovanni Codinachs Tuneu, religioso spagnolo (Santa Eugènia de Berga, n. 1914 - Barbastro, † 1936)
- Salvatore Vitale, religioso italiano (Maracalagonis, n. 1575 - Roma, † 1647)
- Giovanni Crivelli, religioso italiano (Milano - Roma, † 1432)

## D(8)
- Giovanni Dalle Armi, religioso italiano († 1605)
- Giovanni Maria da Bitonto, religioso, matematico e pittore italiano (Bitonto, n. 1586)
- Giovanni da Mantova, religioso, filosofo e letterato italiano (Mantova)
- Giovanni da Schio, religioso italiano
- Giovanni Battista de Miro, religioso e grecista italiano (Gragnano, n. 1656 - Napoli, † 1731)
- Giovanni Agostino della Lengueglia, religioso, scrittore e storico italiano (Poggiolo, n. 1608 - Albenga, † 1669)
- Giovanni Rocco de' Porzi, religioso italiano (Pavia, n. 1389 - Mantova, † 1461)
- Giovanni di Polo, religioso e arcivescovo cattolico italiano (Poli - Cipro, † 1332)

## E(1)
- Giovanni Eudes, religioso francese (Ri, n. 1601 - Caen, † 1680)

## G(24)
- Giovanni Agostino Gallicio, religioso italiano (Sant'Ambrogio di Torino, n. 1592 - Roma, † 1681)
- Giovanni Matteo Garipa, religioso, scrittore e traduttore italiano (Orgosolo)
- Giovanni Gatto, religioso e vescovo cattolico italiano (Messina, n. 1420 - Messina, † 1484)
- Giovanni di Rila, religioso e santo bulgaro (Skrino - Rila, † 946)
- Giovanni di Leida, religioso olandese (Leida - Münster, † 1536)
- Giovanni da Capestrano, religioso italiano (Capestrano, n. 1386 - Ilok, † 1456)
- Giovanni da Parma, religioso italiano (Parma, n. 1208 - Camerino, † 1289)
- Giovanni Battista della Concezione, religioso spagnolo (Almodóvar del Campo, n. 1561 - Cordova, † 1613)
- Giovanni il Chiomato, religioso russo († 1580)
- Giovanni di Kronštadt, religioso russo (Oblast' di Arcangelo, n. 1829 - Kronštadt, † 1908)
- Giovanni di Tobol'sk, religioso e teologo ucraino (Nižyn, n. 1651 - Tobol'sk, † 1715)
- Giovanni da Caramola, religioso francese (Tolosa, n. 1280 - Chiaromonte, † 1339)
- Giovanni di Bridlington, religioso, presbitero e santo britannico (Thwing - Bridlington, † 1379)
- Giovanni da Vercelli, religioso italiano (Mosso Santa Maria - Montpellier, † 1283)
- Giovanni di Licopoli, religioso egiziano (Licopoli, n. 305 - † 395)
- Giovanni di Tui, religioso portoghese (Porto - Tui)
- Giovanni della Vergine del Castellar, religioso spagnolo (Villarrubia de Santiago, n. 1898 - Cuenca, † 1936)
- Giovanni da Rieti, religioso italiano (Castel Porchiano - Rieti, † 1347)
- Giovanni di Spagna, religioso e monaco cristiano spagnolo (Almanza, n. 1123 - Le Reposoir, † 1160)
- Giovanni di Mailly, religioso francese (Mailly-le-Château, n. 1190 - Metz)
- Giovanni Maria da Noto, religioso e presbitero italiano (Noto, n. 1563 - Napoli, † 1631)
- Giovanni di Salerno, religioso italiano
- Giovanni da Salerno, religioso italiano (Salerno, n. 1190 - Firenze, † 1242)
- Giovanni dall'Aquila, religioso italiano (L'Aquila - Etiopia, † 1669)

## L(2)
- Giovanni Liccio, religioso italiano (Caccamo, n. 1426 - Caccamo, † 1511)
- Giovanni Ludovico Luchi, religioso, storico e paleografo italiano (Brescia, n. 1702 - † 1788)

## M(3)
- Giovanni Macías, religioso spagnolo (Ribera del Fresno, n. 1585 - Lima, † 1645)
- Giovanni Pietro Maffei, religioso e scrittore italiano (Bergamo, n. 1536 - Tivoli, † 1603)
- Giovanni Ambrogio Mazenta, religioso e architetto italiano (Milano, n. 1565 - Roma, † 1635)

## N(2)
- Giovanni da San Guglielmo, religioso e presbitero italiano (Montecassiano, n. 1552 - Batignano, † 1621)
- Giovanni Norchiati, religioso e letterato italiano (Poggibonsi)

## P(6)
- Giovanni Maria Parente, religioso, scrittore e editore italiano (Modena)
- Giovanni Battista Pasinato, religioso, fisico e botanico italiano (San Martino di Lupari, n. 1739 - Padova, † 1800)
- Giovanni Pelingotto, religioso italiano (Urbino, n. 1240 - Urbino, † 1304)
- Giovanni Battista Pigato, religioso e poeta italiano (Mason Vicentino, n. 1910 - Como, † 1976)
- Giovanni Agostino Pollinari, religioso e poeta italiano
- Giovanni Pozzi, religioso e critico letterario svizzero (Locarno, n. 1923 - Lugano, † 2002)

## R(4)
- Giovanni Antonio Rocco, religioso italiano (Cercemaggiore, n. 1913 - Legnano, † 2003)
- Giovanni Rorutesu, religioso e condottiero italiano
- Giovanni Battista Rossi, religioso italiano (Ravenna, n. 1507 - Roma, † 1578)
- Giovanni Antonio Rubbi, religioso italiano (Zogno, n. 1693 - Sorisole, † 1785)

## S(5)
- Giovanni Saziari, religioso italiano (Cagli, n. 1327 - † 1372)
- Giovanni Paolo Schulthesius, religioso, compositore e pianista tedesco (Fechheim, n. 1748 - Livorno, † 1816)
- Giovanni Sensi, religioso italiano (Iglesias - Caprie, † 1403)
- Giovanni Severano, religioso e scrittore italiano (San Severino Marche, n. 1562 - Roma, † 1640)
- Giovanni Sánchez Munárriz, religioso spagnolo (Malón, n. 1913 - Barbastro, † 1936)

## T(3)
- Giovanni Maria Teloni, religioso italiano (Treia, n. 1814)
- Giovanni Theristis, religioso e santo italiano (Palermo - Stilo, † 1054)
- Giovanni Battista Todescato, religioso italiano (Camisano Vicentino, n. 1929 - Roma, † 2016)

## V(1)
- Giovanni Vici da Stroncone, religioso italiano (Stroncone - Lucera, † 1418)